# Rue Emmery
La rue Emmery est une voie du 20e arrondissement de Paris, en France.

## Situation et accès
La rue Emmery est une voie publique située dans le 20e arrondissement de Paris. Elle débute au 296, rue des Pyrénées et se termine au 35 bis, rue des Rigoles.

## Origine du nom

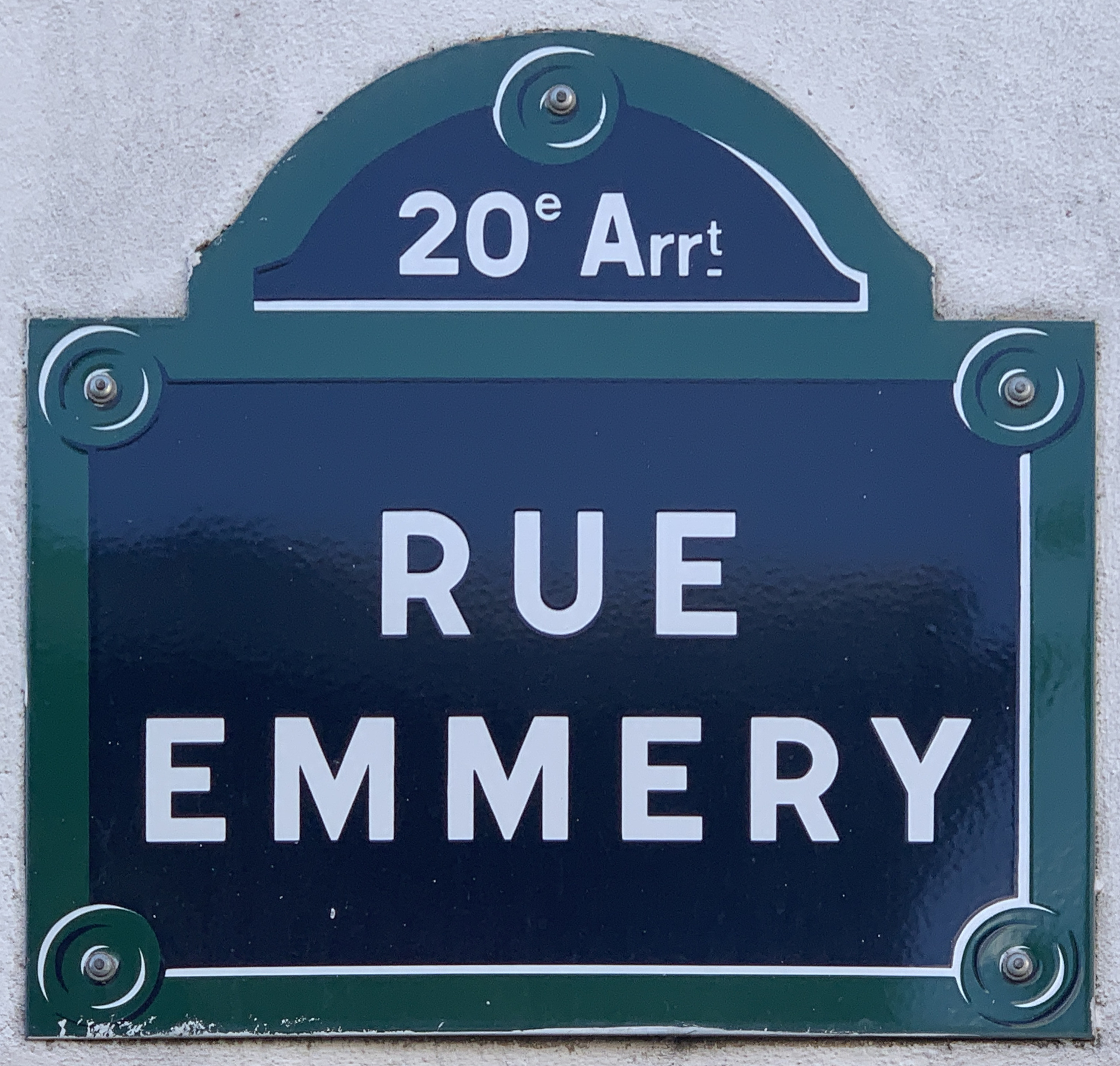
Plaque de la rue.

Elle porte le nom de l'ingénieur Henri-Charles Emmery de Sept-Fontaines (1789-1842), à ne pas confondre avec son fils Henri-Charles-Léopold Emmery de Sept-Fontaines, auteur de grands travaux hydrauliques, en raison du voisinage des réservoirs de la Dhuis.

## Historique
Cette voie est ouverte en 1867 par la Ville de Paris lors de la construction du marché de Belleville et prend sa dénomination actuelle par un décret du 10 août 1868.
Décret du 10 août 1868
« Napoléon, etc., 

sur le rapport de notre ministre secrétaire d’État au département de l'Intérieur,
vu l'ordonnance du 10 juillet 1816 ;
vu les propositions de M. le préfet de la Seine ;
avons décrété et décrétons ce qui suit :
Article 16. — La rue latérale au nord du nouveau marché du 20e arrondissement recevra le nom de rue Emmery.
Etc.
Article 17. — Notre ministre secrétaire d'État au département de l'Intérieur est chargé de l'exécution du présent décret.
Fait au palais de Fontainebleau, le 10 août 1868. »